# Xantomatose cerebrotendinosa
A Xantomatose Cerebrotendinosa (CID-10: E75.5) é uma doença autossômica recessiva de armazenamento de lipídios devido à ruptura da síntese de ácidos biliares. Ela foi descrita pela primeira vez em 1937 e possui hoje uma prevalência média estimada de 0,13 casos a cada 100.000 habitantes
Normalmente, a doença começa na infância com diarréia crônica. Catarata pode apresenta-se na infância ou adolescência e xantomas desenvolvem-se na segunda e terceira década de vida. Lesão neurológica significativa também ocorre, o que muitas vezes inclui convulsões, demência, distúrbio extrapiramidal e geralmente começa na terceira década de vida. A base do tratamento sugerido dessa condição é o ácido quenodesoxicólico. Substância essa não disponível no mercado brasileiro.
A evidência encontrada na literatura sobre o tratamento da xantomatose cerebrotendinosa com o ácido quenodesoxicólico é suportada, essencialmente, em estudos descritivos (relatos e séries de caso). Tais estudos, pelo seu caráter não analítico não possuem adequada metodologia para testar e comprovar hipóteses de eficácia terapêutica. Todavia, esse fato converge com a característica rara dessa condição genética, o que traz consigo a dificuldade em reunir número adequado de pacientes para um possível ensaio clínico bem conduzido. Acerca disso, os relatos e séries de casos disponíveis descrevem resultados bastante promissores na correção das alterações bioquímicas, estabilização e, possivelmente, reversão da progressão da doença. Isso, particularmente, quando a terapia é instituída cedo (infância) 